# Metilcloroisotiazolinona
La metilcloroisotiazolinona, también conocida como CMIT, es el compuesto orgánico con la fórmula C4H4ClNOS. Es un sólido blanco que se funde cerca de la temperatura ambiente. El compuesto es una isotiazolinona, un heterociclo utilizado como biocidas. Estos compuestos tienen una fracción de azufre activa que puede oxidar los residuos que contienen tiol, matando así eficazmente la mayoría de las bacterias aeróbicas y anaeróbicas. La CMIT se utiliza a menudo en combinación con metilisotiazolinona, una mezcla conocida como Kathon. Las isotiazolinonas han atraído la atención porque pueden causar dermatitis de contacto. La metilcloroisotiazolinona es eficaz contra bacterias grampositivas y gramnegativas, levaduras y hongos.

## Aplicación
La metilcloroisotiazolinona se encuentra en muchos productos de cuidado personal y cosméticos en base agua y se utilizó por primera vez en cosméticos en la década de 1970. También se utiliza en la producción de pegamentos, detergentes, pinturas, combustibles y otros procesos industriales. La metilcloroisotiazolinona se conoce con el nombre comercial registrado Kathon CG cuando se usa en combinación con metilisotiazolinona.
La metilcloroisotiazolinona se puede utilizar en combinación con otros conservantes, incluidos etilparabeno, cloruro de benzalconio, bronopol y fenoxietanol.

## Peligros
La metilcloroisotiazolinona puede provocar reacciones alérgicas en algunas personas. La primera publicación del conservante como alérgeno de contacto fue en 1988. También se han descrito casos de dermatitis alérgica de contacto fotoagravada, es decir, empeoramiento de las lesiones cutáneas tras la exposición al sol.
En forma pura o en altas concentraciones, la metilcloroisotiazolinona es un irritante de la piel y las membranas y causa quemaduras químicas. En Estados Unidos, las concentraciones máximas autorizadas son 15 ppm en enjuagues (de una mezcla en una proporción 3:1 de 5-cloro-2-metilisotiazol-3(2H)-ona y 2-metilisotiazol-3(2H)-ona). En Canadá, la metilcloroisotiazolinona solo se puede utilizar en productos que se enjuagan en combinación con metilisotiazolinona; la concentración total de la combinación no puede superar las 15 ppm.
La metilisotiazolinona se considera segura en la cantidad permitida en productos para enjuague (0,1%) y segura en productos sin enjuague cuando su formulación es no sensibilizante.
Una sobredosis de Kathon por parte del personal de mantenimiento de una aeronave, que utilizó 38 veces la cantidad correcta, provocó daños en ambos motores de un avión de Titan Airways en febrero de 2020. Después de perder ambos motores sucesivamente, el Airbus A321 realizó un aterrizaje de emergencia en el aeropuerto aeropuerto de Londres-Gatwick. Los procedimientos de mantenimiento especificaban que el Kathon debía diluirse a 100 ppm, pero como el técnico de mantenimiento de la aeronave no estaba familiarizado con el término "ppm" y no estaba definido en los manuales de mantenimiento de la aeronave, utilizó una calculadora en línea para convertir ppm a porcentaje, malinterpretó la respuesta y agregó 30 kg de Kathon a cada tanque de ala, que era más de 38 veces la cantidad requerida. A lo largo del día siguiente, el Kathon fue causando cada vez más daños a los motores, lo que finalmente provocó un aterrizaje de emergencia.